# Церковь Вамлингбо
Церковь Вамлингбо (швед. Vamlingbo kyrka) — средневековая церковь на шведском острове Готланд, одна из крупнейших на острове. Она относится к диоцезу Висбю Церкви Швеции.

## История
Самым ранним храмом на месте современной церкви Вамлингбо была деревянная церковь, которую впоследствии сменила романская каменная церковь. От обеих ничего не сохранилось, кроме нескольких романских рельефов, встроенных в южную стену нынешней церкви, и купели для крещения, изготовленной мастером-скульптором или соответствующей мастерской, условно известном под именем Бюзантиоса.
Современная церковь представляет собой относительно большое готическое здание, построенное в середине XIV века. Её башня была возведена в том же веке, но несколько позднее. Её высота составляла около 75 метров, что делало её самой высокой башней на Готланде. В 1817 году она была сильно повреждена в результате удара молнии. В 1820 году была восстановлена верхняя часть башни, включая и фонарь на крыше.
Церковь является одной из самых больших церквей на Готланде, вероятно, потому, что её приход был в своё время одним из самых больших и богатых на Готланде. Однако также возможно, что необычный по сравнению с другими на острове размер церкви был следствием того, что она, как и церковь Лау, могла использоваться монахами-доминиканцами для проповедей за крестовые походы против язычников из современных Эстонии и Латвии.
С 1820 года облик церкви не претерпел каких-либо серьёзных изменений. Археологические исследования на месте церкви и её реконструкция проводились с 1960 по 1961 год.

## Архитектура

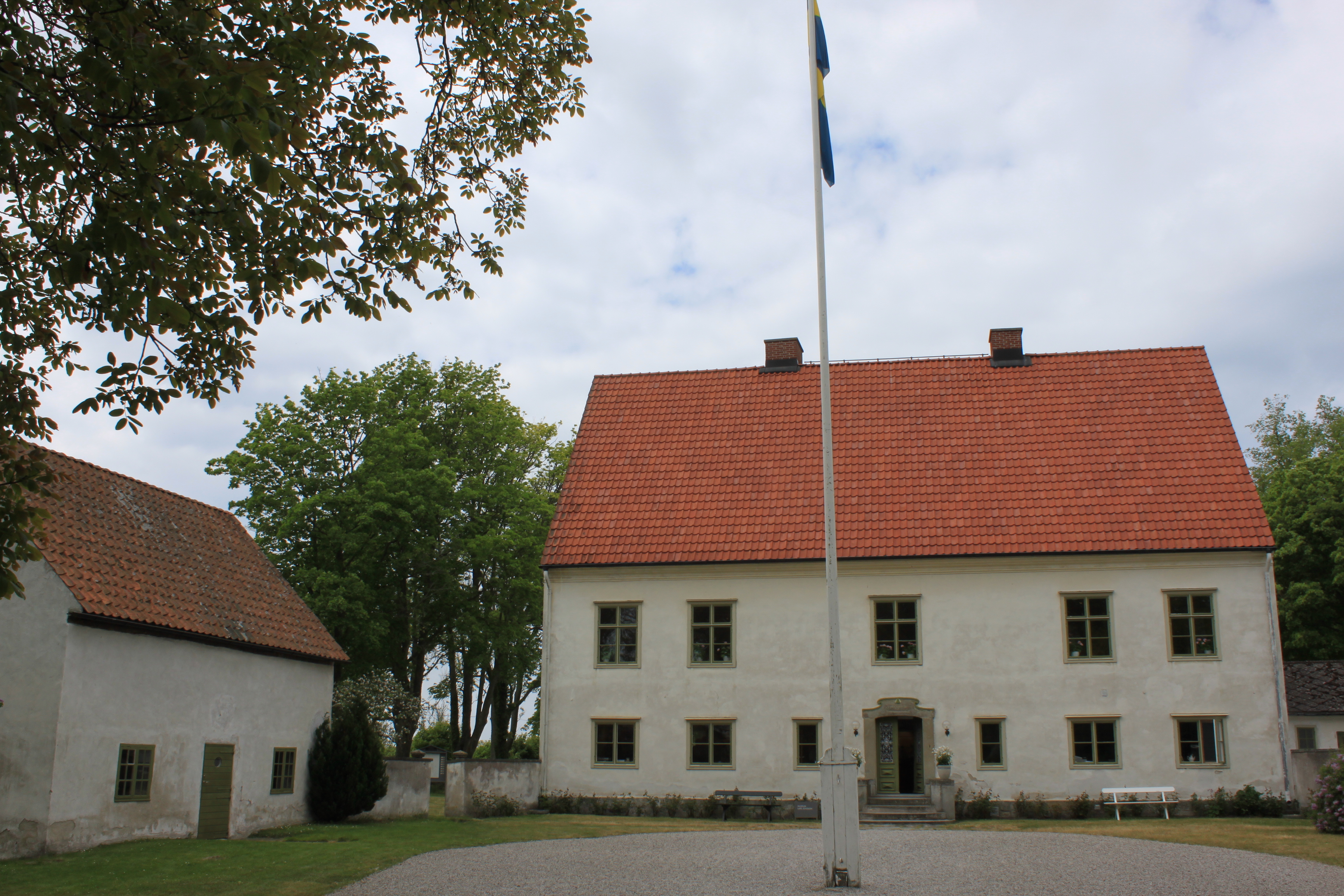
Дом священника церкви Вамлингбо

Церковь представляет собой зальный храм, довольно распространённый тип на Готланде. Её просторный и широкий неф разделён на три части четырьмя прочными колоннами. Строившие церковь каменщики чередовали красный и серый известняк при работе над колоннами и другими элементами, создавая тем самым необычайно красочный интерьер. На северной стене храма находится ряд средневековых фресок, изображающих сцену, в которой архангел Михаил взвешивает душу императора Генриха. Картина датируется серединой XIII века и считается одной из самых больших и необычных фресок на Готланде. Была высказана гипотеза, что святой Михаил был покровителем этой церкви. Другие росписи, занимающие менее важные места в храме, изображают святых и апостолов или представляют собой исключительно декоративную живопись.
К примечательным предметам утвари церкви можно отнести романскую купель Бюзантиоса и алтарную картину XIV века, в которой прослеживается влияние западногерманского искусства.

### Дом священника
Рядом с церковью находится бывший приходской дом, представляющий собой усадебный комплекс, состоящий из большого главного дома и четырёх пристроек. Нынешний дом расположен на месте более раннего средневекового дома священника, современный датируется 1779 годом и построен в стиле местного рококо.